# Luis Teodorico Stöckler
Luis Teodorico Stöckler (nascido Dieter Stöckler em 12 de abril de 1936 em Eichelborn) é um clérigo alemão e bispo emérito de Quilmes na Argentina.
Luis Teodorico Stöckler foi ordenado sacerdote pela Arquidiocese de Paderborn em 17 de dezembro de 1960. Depois do trabalho pastoral em Herne e Castrop-Rauxel, foi para a Argentina como sacerdote Fidei donum em 1970, onde trabalhou na diocese de Lomas de Zamora.
O Papa João Paulo II o nomeou Bispo de Goya em 21 de novembro de 1985. O Bispo de Lomas de Zamora, Desiderio Elso Collino, o consagrou em 17 de dezembro do mesmo ano; Co-consagradores foram Fortunato Antonio Rossi, arcebispo de Corrientes, e Paul Consbruch, bispo auxiliar em Paderborn. A posse ocorreu em 21 de dezembro do mesmo ano.
Em 25 de fevereiro de 2002 foi nomeado Bispo de Quilmes. Papa Bento XVI, em 12 de outubro de 2011, aceitou a renúncia de Luis Teodorico Stöckler por motivos de idade.